# 210 a.C.
Il 210 a.C. (CCX a.C. in numeri romani) è un anno  del III secolo a.C.

## Eventi
- Seconda guerra punica
  - Annibale distrugge l'armata romana al comando di Fulvio Centumalo nella Seconda battaglia di Erdonia.
  - Annibale e Marco Claudio Marcello si fronteggiano nella Battaglia di Numistro
- Qin Er Shi diventa imperatore della dinastia Qin della Cina.

## Nati
- 9 ottobre - Tolomeo V, sovrano egizio († 180 a.C.)
- Han Huidi, imperatore cinese († 188 a.C.)
- Tolomeo di Commagene, re († 130 a.C.)

## Morti
- Gneo Fulvio Centumalo Massimo, politico romano
- Epicide, siceliota
- Fusu, principe cinese
- Tiberio Sempronio Longo, generale romano
- Meng Tian, generale e architetto cinese
- Meng Yi, politico cinese
- Qin Shi Huang, imperatore cinese (n. 259 a.C.)